# FC Vaslui
FC Vaslui byl profesionální rumunský fotbalový klub, sídlící ve městě Vaslui na východě země. Založen byl až roku 2002, a jako takový musel startovat až ve 3. lize. Rychlým postupem se však dostal až do nejvyšší Liga I, kde od sezony 2005/06 působil nepřetržitě až do zániku, kdy v posledních letech existence patřil k nejlepším klubům (2x 3. místo). Zároveň si připsal i řadu dalších úspěchů. V roce 2008 postoupil přes Pohár Intertoto do Poháru UEFA, kde ho v 1. kole vyřadila SK Slavia Praha. V sezóně 2009–10 dosáhl na třetí místo v rumunské lize a ve stejném roce se probojoval do finále rumunského poháru. Svého největšího úspěchu dosáhl v sezóně 2011–12, kdy se po vyřazení pražské Sparty probojoval do základní skupiny Evropské ligy. Zanikl v roce 2014 kvůli velkým finančním potížím.

## Získané trofeje

### Vyhrané mezinárodní soutěže
- Pohár Intertoto ( 1x )

(2008*)
* Dělené vítězství

## Umístění v jednotlivých sezonách
| Sezóny  | Liga   | Úroveň | Z  | V  | R  | P  | VG | OG | +/- | B  | Pozice |
| ------- | ------ | ------ | -- | -- | -- | -- | -- | -- | --- | -- | ------ |
| 2009/10 | Liga I | 1      | 34 | 18 | 8  | 8  | 44 | 28 | +16 | 62 | 3.     |
| 2010/11 | Liga I | 1      | 34 | 18 | 11 | 5  | 51 | 28 | +23 | 65 | 3.     |
| 2011/12 | Liga I | 1      | 34 | 22 | 4  | 8  | 58 | 29 | +29 | 70 | 2.     |
| 2012/13 | Liga I | 1      | 34 | 16 | 10 | 8  | 50 | 34 | +16 | 58 | 5.     |
| 2013/14 | Liga I | 1      | 34 | 15 | 6  | 13 | 38 | 32 | +6  | 51 | 6.     |

## Výsledky v evropských pohárech
| Sezóna  | Soutěž        | Kolo             | Soupeř                   | Doma | Venku |          |
| ------- | ------------- | ---------------- | ------------------------ | ---- | ----- | -------- |
| 2008-09 | Pohár UEFA    | 2. předkolo      | Liepājas Metalurgs       | 3–1  | 2–0   |          |
| 2008-09 | Pohár UEFA    | 1. kolo          | SK Slavia Praha          | 1–1  | 0–0   |          |
| 2009–10 | Evropská liga | 3. předkolo      | Omonia Nicosia           | 2–0  | 1–1   |          |
| 2009–10 | Evropská liga | 4. předkolo      | AEK Athény               | 2–1  | 0–3   |          |
| 2010–11 | Evropská liga | 4. předkolo      | Lille OSC                | 0–0  | 0–2   |          |
| 2011–12 | Liga mistrů   | 3. předkolo      | FC Twente                | 0–0  | 0–2   |          |
| 2011–12 | Evropská liga | 4. předkolo      | AC Sparta Praha          | 2–0  | 0–1   |          |
| 2011–12 | Evropská liga | Základní skupina | Sporting CP              | 1–0  | 0–2   | 3. místo |
| 2011–12 | Evropská liga | Základní skupina | S.S. Lazio               | 0–0  | 2–2   | 3. místo |
| 2011–12 | Evropská liga | Základní skupina | FC Zürich                | 2–2  | 0–2   | 3. místo |
| 2012–13 | Liga mistrů   | 3. předkolo      | Fenerbahçe SK            | 1–4  | 1–1   |          |
| 2012–13 | Evropská liga | 4. předkolo      | FC Internazionale Milano | 0–2  | 2–2   |          |